# Verein der Naturfreunde in Reichenberg
Der Verein der Naturfreunde in Reichenberg war eine privatrechtliche Vereinigung von Bürgern der Stadt Reichenberg (heute Liberec, Tschechien) und ihrer Region. Die Mitglieder verfolgten vielseitige Ziele zur Pflege der Naturwissenschaften, woraus sich auch der heutige Botanische Garten Liberec entwickelte.

## Gründung und Vereinszweck
Der Verein der Naturfreunde in Reichenberg wurde am 14. Januar 1849 gegründet. Die Initiative zu seiner Gründung ging von Wenzel Jantsch (Kaufmann), Siard Kosak (Professor an der Realschule) und Wilhelm Siegmund (Tuchfabrikant) aus. Die Aufgabe des Vereinsvorsitzenden (als Obmann bezeichnet) übernahm in der Gründungsversammlung Karl Ritter von Bundschuh, der sie bis 1854 ausübte. Die ersten Vorstandssitzungen und Monatsmitgliederversammlungen fanden in einem Reichenberger Schulgebäude statt. Bei den monatlichen Treffs bot man den Mitgliedern Vorträge zu allgemein interessierenden Themen im Rahmen des Vereinszweckes.
Gemäß seinen Satzungszielen führte der Verein seine Tätigkeit in zwei voneinander eigenständigen Bereichen, die von eigenen Obmännern geleitet wurden. Das waren die Gartenbauabteilung und die Naturwissenschaftliche Abteilung. Auf diese Weise trug man zur Förderung entsprechender Interessen nach praktischer und theoretischer Bildung in der Bevölkerung bei.

## Gartenbauabteilung
Mit Hilfe der Mitglieder der Gartenbauabteilung betätigte sich der Verein über den Zeitraum seiner Existenz zur Begrünung des Stadtbildes. Dies begann mit der Anlage von Obstbaumalleen an den damaligen Ausfallstraßen nach Röchlitz, Paulsdorf und Maffersdorf, die später jedoch durch Ahorn ersetzt werden mussten. Bepflanzt wurden unter anderem die Grünanlage am Stadttheater, die Allee an der alten Fahrstraße nach Röchlitz, Grünanlagen an der Staatsgewerbeschule und am Truppenspital, am Nordböhmischen Gewerbemuseum und an der evangelischen Kirche sowie bei der Spitalbrücke. Der Stadtpark (ehemaliger Kaiser-Josef-Park) wurde zwischen 1882 und 1884 bepflanzt. Im nahen Stadtwald verbesserte man das Wegesystem und baute die dort austretenden Quellen mit Fassungen aus. Im selben Areal entstanden durch den Verein im Jahre 1901 zwei Kinderspielplätze. Zudem legten die Mitglieder Baumreihen an den Straßen im damals neu entstandenen Stadtteil Am Kranich an.

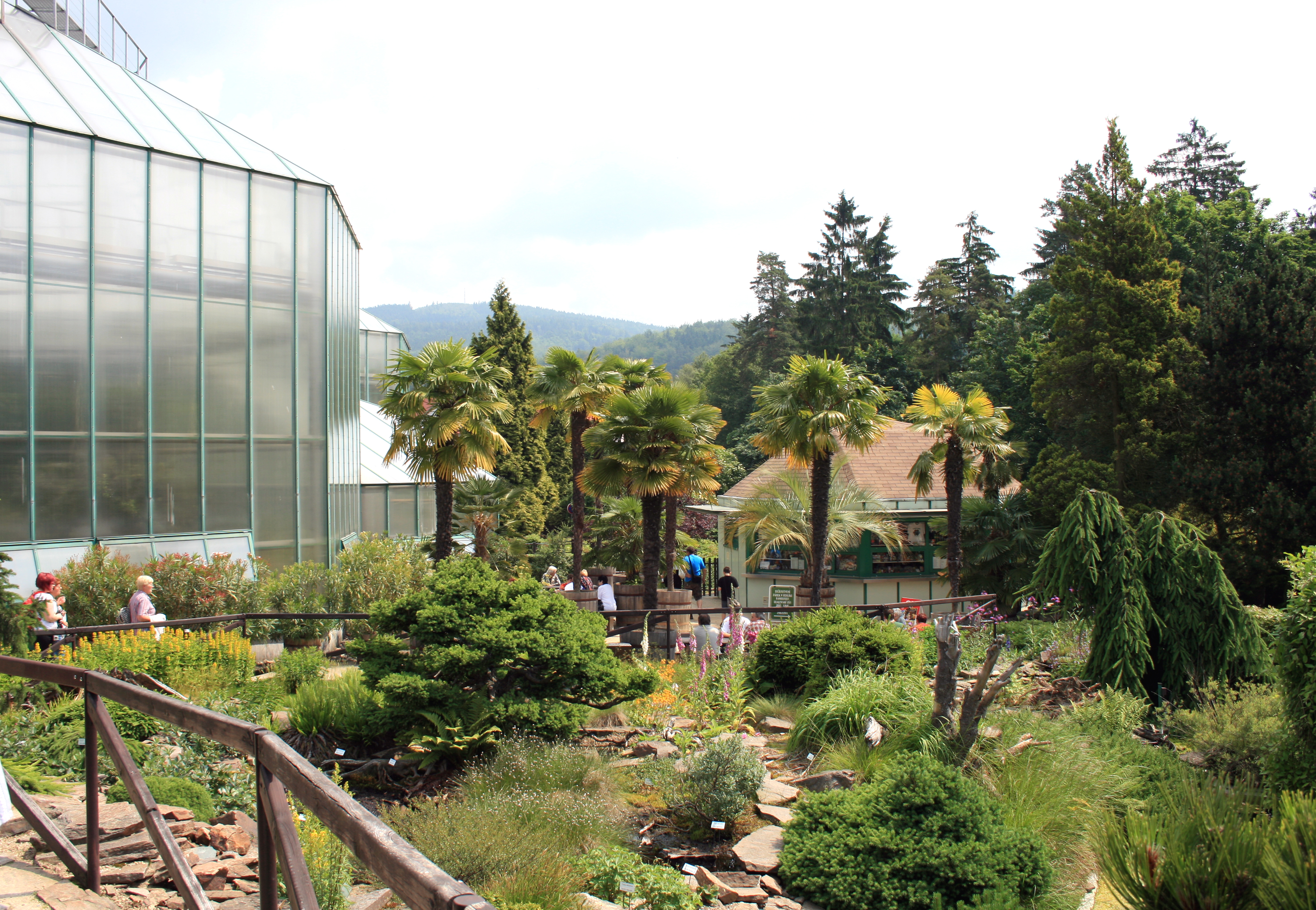
Anlagen des heutigen Botanischen Gartens in Liberec

Der Verein betrieb die Pflege und Reinigung dieser Grünanlagen. Dazu kamen Rabattenpflanzungen und jährlicher Pflanzenschmuck des Rathauses durch Blumenkästen und Lorbeerbäume.
Die historisch bedeutsamste Leistung dieser Vereinsabteilung besteht jedoch in dem 1876 begonnenen Vereinsgarten, der unweit der Siebenhäuserstraße am alten Schwimmteich lag. Dieses Areal war den Schulen der Region als Lehrgarten zugänglich. Ein Jahr später errichtete man hier ein Vereinshaus und 1884 ein Gewächshaus. Nach zwanzig Jahren verfügte die Stadt Reichenberg eine Umnutzung des Geländes. Es wurde zur Errichtung eines neuen Gebäudes für das Nordböhmische Gewerbemuseum benötigt. Die Stadtgemeinde bot dem Verein als Ausgleich eine 14.000 m² große Ersatzfläche hinter dem ehemaligen Truppenspitalgebäude am Rand des Stadtwaldes an und bewilligte deren dauerhafte und kostenlose Nutzung. Nach dem Umzug entstanden hier ein neues Vereinshaus mit Gärtnerwohnung sowie ein Gewächshaus mit einer Kalt- und Warmabteilung. Die Neueröffnung erfolgte am 5. September 1895. Die Institution bildete die wissenschaftliche Grundlage für den heutigen Botanischen Garten in Liberec, der nach dem Zweiten Weltkrieg zweckentfremdet genutzt wurde und den man 1954 erneut auf ein anderes Gelände verlegte.
Der Verein nutzte das neue Domizil für öffentliche Bildungsaktivitäten auf Themenfeldern der Botanik, des Obst- und Gartenbaus. Dazu gehörten neben schulischen Veranstaltungen für Kinder auch Erwachsenenkurse über Obstbaumzucht sowie Blumen- und Pflanzenausstellungen. Zusätzlich betrieben die Vereinsmitglieder hier eine Aufzucht von Jungpflanzen, die zur Begrünung des Stadtgebiets eingesetzt wurden.

## Naturwissenschaftliche Abteilung
In dieser Abteilung betätigten sich jene Mitglieder, die dem Satzungsziel nach „Förderung naturwissenschaftlicher Kenntnisse im allgemeinen und genaue Erforschung der Umgebung Reichenbergs in naturgeschichtlicher Hinsicht“ zustrebten. Dies umfasste Vorträge und naturwissenschaftlich orientierte Exkursionen sowie eine darauf ausgerichtete Publikationstätigkeit. Zu diesem Zweck verfassten die Mitglieder Aufsätze in den eigenen Vereinsmitteilungen und in anderen Druckwerken. Die Exkursionen führten vornehmlich ins Riesen- und Isergebirge sowie in die böhmischen Regionen westlich und nördlich von Reichenberg.
An der vom Verein geschaffenen Meteorologischen Station in Reichenberg und ihren Außenstellen in Christofsgrund, Drachenberg, Langenbruck und Neuwiese führten die Mitglieder langfristige meteorologische Beobachtungen aus. Nicht alle Beobachtungspunkte nutzte man kontinuierlich.
Ferner betrieb der Verein eine Sammlung von naturkundlichen Objekten, die als Naturwissenschaftliches Museum eine regionale Bekanntheit erlangte. Man bezweckte damit die Förderung des Schulunterrichts und die Beobachtungsgabe in der Natur. Diese Sammlungen waren in besonderer Weise auf Sach- und Geldspenden der Mitglieder oder anderer Personen angewiesen. Die Exponate hatte man im Verlauf der Sammlungsgeschichte in verschiedenen Gebäuden untergebracht. Bekannt dafür sind ein Versorgungshaus, danach das neue Rathaus von Reichenberg und später der Reichenberger Hof in der Wiener Straße. Das Museum war für die Öffentlichkeit an den Sonntagen zwischen 9 und 12 Uhr geöffnet.
Zur Unterstützung der wissenschaftlichen Vereinsarbeit existierte eine naturwissenschaftliche Bibliothek. Im Jahr 1925 nennen die Mitteilungen des Vereins 1631 Bände und aus dem Schriftentausch 5000 Werke sowie 112 Jahrgänge an Periodika von anderen Partnerinstitutionen. Zu diesem Bibliotheksbestand gehören Arbeiten über botanische, geographische, geologische, geschichtliche und zoologische Themenbereiche. Ferner besaß der Verein fünf Kartenwerke.

## Sonstiges
Gemeinsam mit dem Land- und Forstwirtschaftlichen Verein gründete man eine landwirtschaftliche Winterschule in Reichenberg.

## Vereinsvorsitzende
Das Amt des Vereinsvorsitzenden hieß laut Satzung Obmann. Folgende Personen waren in dieser Funktion tätig:
- 1849–1854 Karl Ritter von Bundschuh
- 1854–1868 Josef Fousek (Arzt)
- 1868–1870 Wilhelm Siegmund (Unternehmer)
- 1870–1906 Ludwig Hlasiwetz
- 1906–1920 Gustav Miksch (Bauunternehmer)
- 1920–? Josef Ehrlich-Treuenstätt (Apotheker)

## Ausgewählte Publikationen des Vereins
- Mitteilungen aus dem Vereine der Naturfreunde in Reichenberg, 1879–1938 (Jg. 60)
- Karl Hübner: Führer durch Reichenberg und Umgebung (Iser-Jeschkengebirge). 1883 (veranlasst durch die wissenschaftliche Abteilung des Vereins, Karl Hübner war Schriftführer des Vereins und Oberlehrer in Reichenberg)